# Hassan Kamel Al-Sabbah
 (janvier 2008).
Si vous disposez d'ouvrages ou d'articles de référence ou si vous connaissez des sites web de qualité traitant du thème abordé ici, merci de compléter l'article en donnant les références utiles à sa vérifiabilité et en les liant à la section « Notes et références ».
Pour les articles homonymes, voir Sabbah (homonymie).
Hassan Kamel Al-Sabbah (en arabe : حسن كامل الصباح), né le 16 août 1895 à Nabatieh au Liban et mort le 31 mars 1935 aux États-Unis, est un scientifique et inventeur libanais.

## Biographie
Il commence l’école primaire de Nabatié en 1901. 
En automne 1908, il rentre au collège Sultania à Beyrouth. Ses oncles maternel cheikh Ahmad Reda, et paternel Saïd Sabbah prennent soin de lui donner une grande culture. 
Au début de l’année 1921, et après plusieurs voyages à travers le monde, il revient à Beyrouth où il étudie les mathématiques à l'université américaine. De là, il rejoint le Massachusetts Institute of Technology à Boston, puis l'université de l'Illinois, où il obtient en 1922 une maîtrise en sciences de l'ingénieur.
En 1928 il est l'initiateur du projet du « Sahara vert », prédécesseur du projet Desertec.
Il meurt en 1935 dans un accident de voiture à Lewis, près d'Elizabethtown, dans l'État de New York. Il laisse derrière lui des dizaines d'inventions pour lesquelles il a gagné 11 prix d’excellence.

## Principaux travaux
Hassan Sabbah est surtout un inventeur dans le domaine de la technologie, en électricité et électronique.
En 1923 il est engagé comme chercheur chez General Electric et signe un contrat par lequel toutes ses inventions futures deviennent propriété de l’entreprise, lui-même recevant un dollar pour chaque brevet. Il inventera cinquante-deux applications entre 1927 et 1935.
En 1928, il rend visite au prince Chakib Erslan aux États-Unis ; ils étudient ensemble la possibilité de profiter de ses inventions pour faire des constructions  dans les pays arabes du Golfe et surtout dans les déserts. Le prince contacte donc tous les rois et princes arabes pour ce projet. 
Toutes ses inventions se situent dans les domaines suivants : courant électrique, éclairage urbain et moteurs synchrones. En plus de ces domaines, il a fait des recherches sur des théories de mathématiques et d’électricité. 
Il a notamment permis l'avancement de la recherche sur la transmission télévisuelle (télévision hertzienne).
Il a ensuite souhaité revenir à son pays natal, le Liban, amenant avec lui l'une de ses principales inventions : transformer l'énergie solaire en énergie électrique.